# Троа Ривиер
Вижте пояснителната страница за други значения на Троа Ривиер.
Троа Ривиер (на френски: Trois-Rivières) е град в Квебек, Канада. Населението му е 131 338 жители (2011 г.), а площта 333,70 кв. км. Заселен е от 1634 г. Разположен е на река Сейнт Лорънс и на западния бряг на устието на река Сейнт Морис, по средата между Квебек и Монреал. Намира се в часова зона UTC−5 на 61 м н.в.

## История
На мястото на града първоначално е построено укрепено селище от Самюел дьо Шамплейн през 1634 г. След административното преструктуриране на Нова Франция през 1663 г., Троа Ривиер става седалище на местното самоуправление начело с губернатор. По време на завладяването на града от британците през 1760 г. той има 586 жители. Река Сейнт Морис изиграва важна роля в развитието на града, най – вече като транспортна връзка с природните ресурси във вътрешността. След 1850 г. Троа Ривиер става административен център, с няколко големи дъскорезници и голямо пристанище за износ на дървесина. След това с развитието на водноелектрическата енергия, енергийният потенциал на реката стимулира развитието на целулозно – хартиената промишленост. По същото време бързата индустриализация и урбанизация на региона, увеличава значението на града като пристанище и административен и търговски център.

## Развитие
Първоначално селището е концентрирано около дома на губернатора и близките манастир и църква. В средата на 19 век индустриализацията води до разширяването на града по протежение на бреговете на Сейнт Морис и Сейнт Лорънс. В началото на 20 век се появяват множество работнически квартали в близост до целулозните заводи. След Втората световна война, благодарение на автомобила, населението се измества все по – далеч от центъра на града. През 1908 г. голям пожар унищожава голяма част от стария град.

## Икономика
В началото на 1930те производството на целулоза и текстил ангажира близо три четвърти от работоспособното население на града. В следващите години, когато производството става по – разнообразно, доминиращите хартиена и текстилна промишленост се свиват и от 1960 г. предоставят по – малко от половината от работните места в производствения сектор. За сметка на това нараства сектора на услугите, най – вече с отварянето на правителствени офиси, които обслужват населението на региона.

## Култура
Троа Ривиер е важен културен център в района. В града има множество театри, художествени галерии, културен център, обществена библиотека, клон на архивите на Квебек и няколко музея, а през 1969 г. е основан и Университета на Квебек. Много посетители са привлечени от старата част на града, в който са запазени сгради от френския колониален режим и някои сгради от 19 век. В града се издава един ежедневник и работят няколко телевизионни и радио станции. Всяка година в града се провеждат множество фестивали.

## Известни личности
Родени в Троа Ривиер
- Варен дьо ла Верандри (1685 – 1749), изследовател
- Дени Вилньов (р. 1967), режисьор